# Flûte de Divje Babe

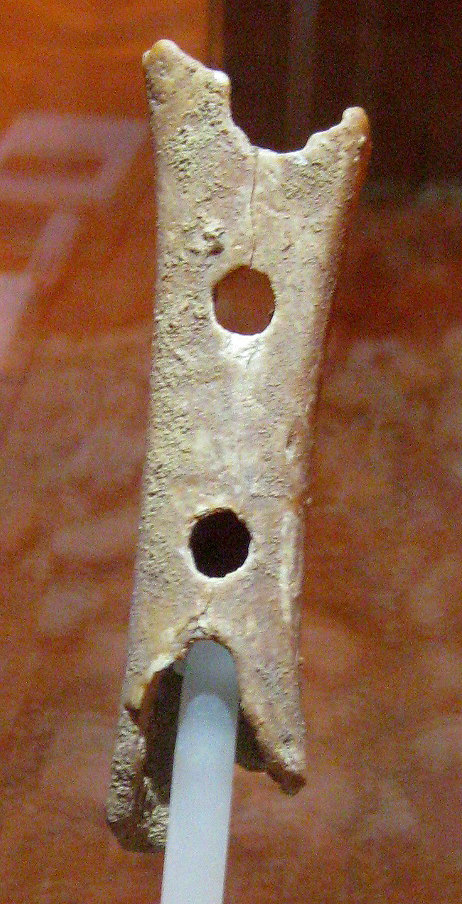
Flûte de Divje Babe

La flûte de Divje Babe est un fémur d'Ours des cavernes présentant des perforations et découvert dans le parc archéologique de Divje Babe, à proximité d'Idrija, dans le Nord-Ouest de la Slovénie. Les découvreurs et certains chercheurs pensent que cet objet est une flûte paléolithique, qui serait ainsi le plus vieil instrument de musique connu au monde. Cette interprétation est contestée par d'autres chercheurs qui considèrent que les perforations ne sont pas anthropiques et seraient dues à l'action de carnivores,,,.
L'objet, daté d'environ 43 000 ans AP, est présenté au Musée national de Slovénie (Narodni Muzej Slovenije), à Ljubljana, comme une flûte authentique.

## Le site
Divje Babe est le site ayant livré les plus anciens vestiges archéologiques de Slovénie. Il s’agit d’une grotte de 45 m de long et de 15 m de large. La grotte, accessible au public, est localisée 230 m au-dessus de la rivière Idrijca, près de Cerkno. Les archéologues y ont découvert plus de 600 vestiges sur au moins 10 niveaux, dont 20 foyers, et des squelettes d’ours des cavernes. Ils ont aussi étudié les changements climatiques durant le Pléistocène supérieur. Le musée associait la flûte à l’Homme de Néandertal en raison de sa datation, mais la présence d'Homo sapiens en Europe a depuis été prouvée il y a 45 000 ans dans la grotte de Bacho Kiro, en Bulgarie, et probablement un peu plus anciennement en Tchéquie.

## Historique
En 1995, Ivan Turk découvre un fémur percé appartenant à un jeune ours des cavernes, daté de 43 100 ± 700 ans AP. À cause de sa ressemblance avec une flûte, il lui donne le nom de « flûte néandertalienne ». Le fait que ce soit réellement une flûte fait l'objet de discussions entre chercheurs.

## Description

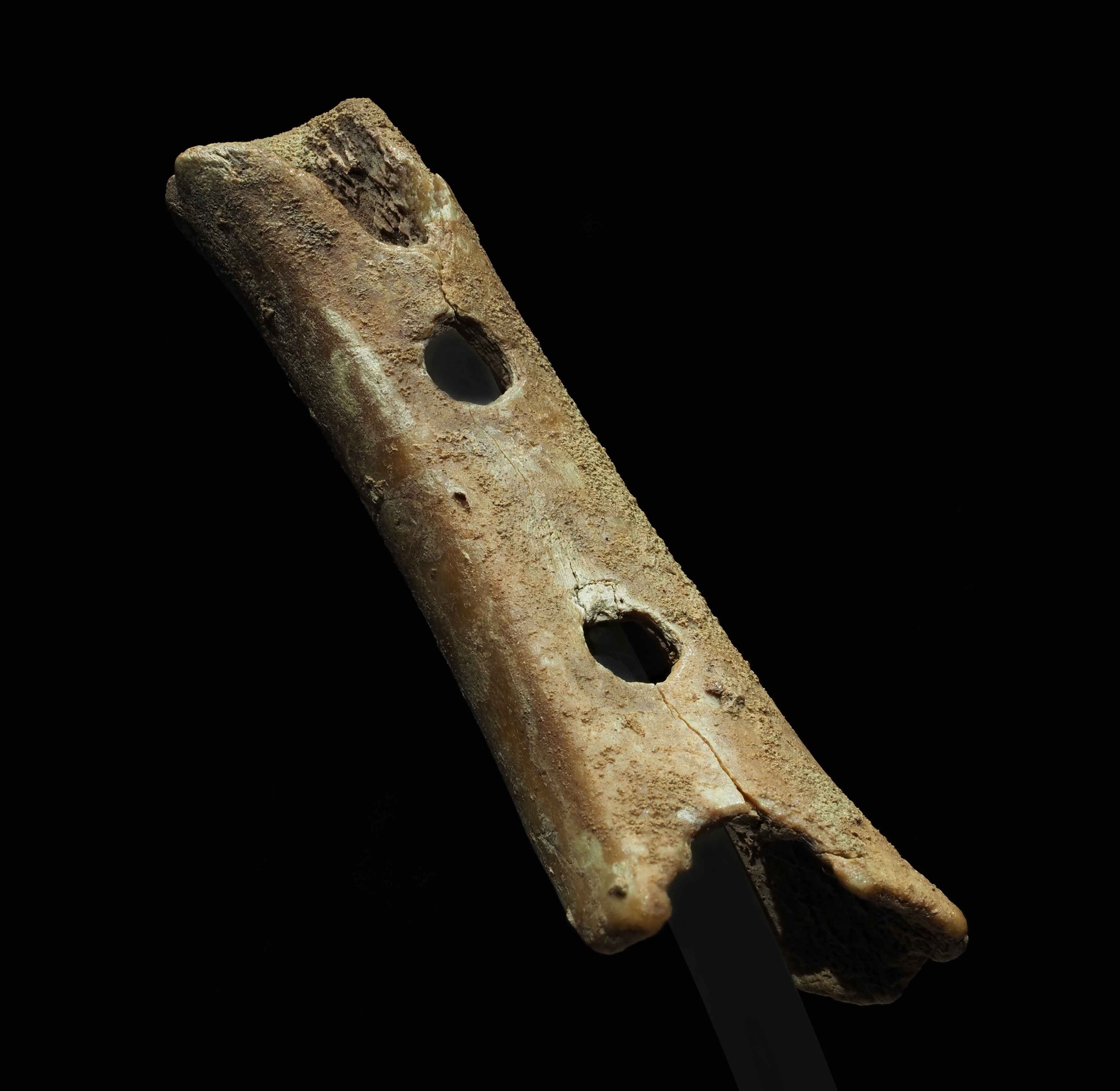
La flûte de Divje Babe.

L'os comporte deux trous entiers au centre et ce qui ressemble à deux trous incomplets au niveau de chacune des deux extrémités brisées. Ceci laisse supposer que l'objet possédait au moins quatre trous avant d’être endommagé. Il s'agit de la diaphyse du fémur gauche d'un ours des cavernes âgé d'un à deux ans, qui mesure 113,6 mm de long. Les deux trous complets ont un diamètre maximal de 9,0 et 9,7 mm. Les centres de ces trous sont écartés de 35 mm.
Peu après la publication de cette hypothèse, plusieurs spécialistes en taphonomie ont expliqué que ces trous avaient été percés par les dents de carnivores ayant mordu l’os et rongé ses deux extrémités.
Si l’objet est réellement une flûte, cela serait la preuve que la musique remonte au moins à 43 000 ans,. Le fait de savoir si ces trous sont d'origine anthropique (faits par l'Homme de Néandertal ou par l'Homme moderne) ou non (faits par la morsure d'un animal) est donc une question cruciale.
Malgré le désaccord sur l'origine de ces trous, l’os est devenu l'une des attractions du musée slovène de Ljubljana et est une source de fierté pour le pays. Des dessins de l’objet ont circulé, des modèles ont été réalisés et des musiciens ont joué en public avec une reproduction possible de cette flûte (ex. : le professeur de biologie et flûtiste Jelle Atema).

## Les éléments du débat

### Forme des trous

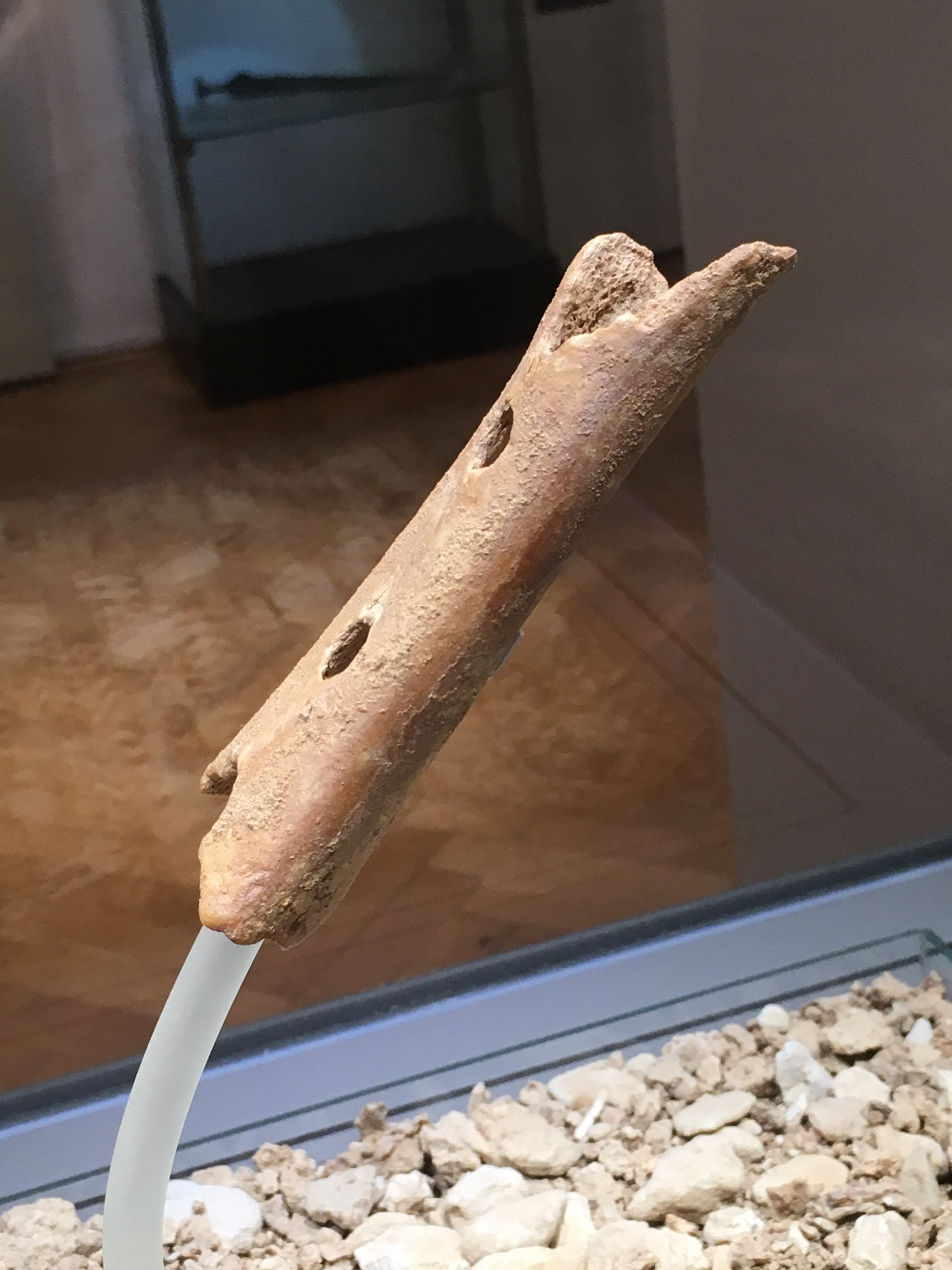
Face avant de la flûte vue de 3/4

Des scientifiques ont comparé cet os avec d’autres rongés par des ours des cavernes découverts dans des lieux où aucune présence humaine n’a été détectée. Ils ont publié les photos de plusieurs os présentant les mêmes types de trous que l'objet de Divje Babe. Ils concluent que ces trous peuvent très bien avoir été percés par des animaux et que c'est l'hypothèse la plus probable. En 2000, Francesco d'Errico a analysé l'objet lui-même et réaffirmé que les deux ou trois trous présents sur la prétendue flûte ne sont pas une preuve suffisante de sa fabrication par l'Homme étant donné que c'est une caractéristique commune aux os étudiés par ailleurs.
Ivan Turk réalisa de son côté plusieurs expériences en laboratoire avec des os d’ours récemment décédés afin de simuler la création de trous par des dents de carnivores, mais les os se brisaient à chaque fois. Pourtant, l'os de Divje Babe est resté entier sous l'action des animaux, contredisant les résultats de Turk. Dans une publication au Massachusetts Institute of Technology, Turk ajoute que le côté de l'os opposé aux trous ne possède pas de marques de dents alors que la pression des mâchoires nécessaire à la création des trous aurait dû y laisser des traces. Il observe aussi que les trous ont des diamètres similaires adaptés pour le bout des doigts et que leur forme est circulaire alors qu'une morsure de carnivore produit plutôt des ovales. Il ne tient cependant pas compte de ce que des perforations par rotation avec un outil en silex sont coniques ou biconiques et laissent des traces caractéristiques.
Ivan Turk a publié en 2005 une étude utilisant une scanographie de l'objet où il conclut que les trous partiels des extrémités ont été réalisés avant que l’os ne soit endommagé ou plus précisément, attaqué par un carnivore.
Le Musée national slovène, où l’os est conservé, utilise ce dernier argument pour réfuter l'hypothèse de la création des trous par des morsures d'ours. Selon le musée, il s’agit bien d’une flûte fabriquée par l'Homme.

### Moelle osseuse
La question de savoir combien de moelle osseuse reste dans l'os est importante, car la fabrication d'une flûte à partir d'un os implique généralement de la retirer.
Selon Ivan Turk, « L’intérieur de l’os a la même couleur que sa surface extérieure. Ceci permet de conclure que la cavité était ouverte, sinon la couleur à l'intérieur serait plus sombre comme on l'a observé sur des os conservés entiers. ».
En 1997, April Nowell et Philip Chase sont allés en Slovénie sur invitation de Ivan Turk : ils sont repartis encore plus sceptiques sur le fait que cet os ait pu un jour jouer de la musique. Principalement pour la raison que les deux bouts ont été clairement grignotés par un loup ou un autre carnassier voulant en extraire la moelle. Les trous peuvent avoir été faits par une canine pointue et leur forme ronde imputable à une dégradation naturelle survenue après l'abandon de l'os. La présence de moelle suggère que personne n'a essayé de le vider entièrement pour pouvoir souffler dedans et en faire une flûte. Nowell ajoute ne pas accorder à l'objet le bénéfice du doute, contrairement à Turk.

### Espacement et alignement des trous
Aucune preuve ne permet de dire que les deux trous ont été faits à la même période. De nombreux spécialistes de la taphonomie ont été consultés pour trouver un animal pouvant percer deux trous avec ce même écart : aucun animal connu ne convient. Si c'était le cas, nous aurions une preuve évidente que ces trous sont d'origine animale. Cela a bien sûr été relevé par les deux points de vue opposés, Turk d'un côté et Nowell et Chase de l'autre. Ces derniers écrivent : « les trous de l'objet ont fort probablement été réalisés l'un après l'autre, l'écart entre eux ne correspondant à aucune dent dans la mâchoire d'un loup. ».
Turk explique que les points communs trouvés entre l'objet de Divje Babe et les os étudiés par d'Errico n'incluent pas l'alignement des trous. Aucun des os photographiés par d'Errico ne présentaient un alignement parfait de 3 trous ou plus.
Marcel Otte, professeur de Préhistoire à l’Université de Liège, en Belgique, publie en 2000 un article affirmant qu'il a eu accès a cet objet en même temps que d'autres chercheurs, que tous étaient, dont Chase, également présents, que l'objet était scellé dans une couche du paléolithique datant du début du Würm. L'ensemble des os d'ours morts pendant l'hibernation découverts également. Pour lui, quelle que soit l'activité des Moussonniens[Quoi ?] sur le site, ils avaient ici pour eux un gisement de matériel important avec tous ces os. Pour Marcel Otte, le trou placé sur la face opposé, ainsi que les quatre trous visible sur la photographie publiée, forment donc ainsi cinq trous, et non deux, comme affirment Chase et Nowell, dont la disposition s'adapte parfaitement à une main humaine. S'il s'agissait de traces d'animaux ayant mâché l'os comme on en trouve d'autres dans cette couche, elles se seraient concentrées ici sur l’extrémité de l'os. D'autre part elle est superposée à d'autres traces d'activité humaine. Enfin, pour répondre à l'argument des défenseurs de la thèse taphonomique, pour qui toutes les flûtes étant en bois, les plus communes étant faites de branche, il suppose que si les flûtes étaient majoritairement en bois, elle n'auraient probablement pu être conservées. Il rappelle la découverte, alors récente, à Schöningen de lances en bois exceptionnelles, dont l'âge est estimé à 350 000 ans. Les autres plus anciens instruments de musique connus sont des flûtes d'os et d'ivoire avec deux ou cinq trous, dont on a trouvé plus de 120 spécimens du Paléolithique supérieur en Europe, attribuées à l'Homme moderne.
Une étude aux rayons X et informatique en micro-tomographie (mCT) effectué en 2011 n'exclut pas l'intervention d'un humain, notamment en raison d'une attaque en biais d'un trou et perpendiculaire de celui d'à côté, ainsi que la suppression d'une couche autour des trous ayant pu servir à faciliter le perçage des trous, qui rendent possible la fabrication à l'aide de pierres taillées en pointe et d'outils en os. Un article de 2015 évoque le manque de connaissance des auteurs de cette étude de la taphonomie et compare cette flûte à diverses autres « pseudo-flûtes » en os, provoquées par des morsures de carnivores.
Dans un article de novembre 2006, Iain Morley, partisan de l'origine animale des trous et adhérant à toutes les conclusions de d'Errico, ajoute l'observation suivante : « Bien que les os examinés par d'Errico et les autres étudiés par Turk présentent des trous de formes et de dégradations similaires, aucun n'était une diaphyse de fémur, comme la prétendue flûte ».

### Échelle diatonique
Bob Fink a publié une étude selon laquelle les quatre trous sont très bien positionnés pour créer les notes do, ré, mi et fa. D’autres scientifiques[Qui ?] pensent que l’os d’un ours de deux ans ne pouvait pas être suffisamment grand avant sa destruction pour pouvoir faire tous les sons. De plus, contrairement à d’autres flûtes en os plus récentes, on ne trouve aucune marque sur l’os indiquant que celui-ci a été travaillé par des outils,. Une étude de 2000 indique pourtant que la probabilité d’avoir quatre trous alignés et espacés aussi correctement n’est que d’une chance sur plusieurs millions.
Tous ces éléments ne sont pas suffisants pour convaincre l'ensemble de la communauté scientifique que l’os de Divje Babe est une véritable flûte paléolithique.